# Robert Edwin Peary
Robert Edwin Peary (Cresson, Pennsylvania, 6. svibnja 1856. – Washington DC, 20. veljače 1920.), američki inženjer i polarni istraživač
Prva osoba koja je stigla do sjevernog pola. Do tada je bio na sedam arktičkih ekspedicija i izgubio je većinu nožnih prstiju zbog ozeblina.
U svom dnevniku je zapisao da je na Sjeverni pol došao u travnju 1909. godine.